# Sepp van den Berg
Sepp van den Berg (Zwolle, 20 dicembre 2001) è un calciatore olandese, difensore del Brentford.

## Biografia
È il fratello maggiore di Rav van den Berg, anch'egli calciatore professionista.

## Caratteristiche tecniche
Alto 192 cm, è un difensore centrale, molto veloce con grande coraggio e personalità, solido marcatore, longilineo ed è abile nel gioco aereo.

## Carriera

### Club
Giovanili in Olanda
Cresciuto nelle giovanili del PEC Zwolle con cui ha fatto tutta la trafila fino alla prima squadra, ha esordito l'11 marzo 2018 in occasione del match perso 2-0 contro il Groningen.
L'arrivo al Liverpool e i vari prestiti
Il 27 giugno 2019 il Liverpool ne ufficializza l'acquisto, investendo poco meno di 2 milioni di euro.
Il 1º febbraio 2021 viene ceduto in prestito in Championship al Preston N.E.dove trova spazio da titolare e accumula minutaggio. Il 21 giugno 2021 il prestito viene rinnovato per un'altra stagione.
Il 30 agosto 2022 viene ceduto in prestito allo Schalke 04, trova poco spazio per imporsi e colleziona 9 presenze con 1 goal in Bundesliga.
Il 13 luglio 2023 viene ceduto in prestito al Magonza dove trascorre un'annata molto positiva trovando spazio da titolare e siglando anche 3 reti.
Brentford
Il 22 agosto 2024 viene ceduto a titolo definitivo al Brentford per 23 milioni di euro, con cui sottoscrive un contratto valido fino al 2029.

### Nazionale
Nel giugno del 2023, viene incluso dal selezionatore Erwin van de Looi nella rosa della nazionale Under-21 olandese partecipante agli Europei di categoria, organizzati in Romania e Georgia, salvo dovervi rinunciare a causa di un infortunio, venendo sostituito da Shurandy Sambo.

## Statistiche
Statistiche aggiornate al 18 maggio 2024.

### Presenze e reti nei club
| Stagione                 | Squadra                  | Campionato               | Campionato | Campionato | Coppe nazionali | Coppe nazionali | Coppe nazionali | Coppe continentali | Coppe continentali | Coppe continentali | Altre coppe | Altre coppe | Altre coppe | Totale | Totale | Totale |
| Stagione                 | Squadra                  | Comp                     | Pres       | Reti       | Comp            | Pres            | Reti            | Comp               | Pres               | Reti               | Comp        | Pres        | Reti        | Pres   | Reti   |        |
| ------------------------ | ------------------------ | ------------------------ | ---------- | ---------- | --------------- | --------------- | --------------- | ------------------ | ------------------ | ------------------ | ----------- | ----------- | ----------- | ------ | ------ | ------ |
| 2017-2018                | PEC Zwolle               | ED                       | 6          | 0          | CO              | 0               | 0               | -                  | -                  | -                  | -           | -           | -           | 6      | 0      |        |
| 2018-2019                | PEC Zwolle               | ED                       | 15         | 0          | CO              | 1               | 0               | -                  | -                  | -                  | -           | -           | -           | 16     | 0      |        |
| Totale PEC Zwolle        | Totale PEC Zwolle        | Totale PEC Zwolle        | 21         | 0          |                 | 1               | 0               |                    | -                  | -                  |             | -           | -           | 22     | 0      |        |
| 2019-2020                | Liverpool                | PL                       | 0          | 0          | FACup+CdL       | 1+3             | 0               | UCL                | 0                  | 0                  | CS+SU+Cmc   | 0           | 0           | 4      | 0      |        |
| 2020-gen. 2021           | Liverpool                | PL                       | 0          | 0          | FACup+CdL       | 0+0             | 0+0             | UCL                | -                  | -                  | CS          | -           | -           | 0      | 0      |        |
| gen.-giu. 2021           | Preston N.E.             | FLC                      | 16         | 0          | FACup+CdL       | 0+0             | 0+0             | -                  | -                  | -                  | -           | -           | -           | 16     | 0      |        |
| 2021-2022                | Preston N.E.             | FLC                      | 45         | 1          | FACup+CdL       | 1+4             | 0+1             | -                  | -                  | -                  | -           | -           | -           | 50     | 2      |        |
| Totale Preston North End | Totale Preston North End | Totale Preston North End | 61         | 1          |                 | 5               | 1               |                    | -                  | -                  |             | -           | -           | 66     | 2      |        |
| lug. 2022                | Liverpool                | PL                       | 0          | 0          | FACup+CdL       | 0+0             | 0+0             | UCL                | -                  | -                  | CS          | 0           | 0           | 0      | 0      |        |
| Totale Liverpool         | Totale Liverpool         | Totale Liverpool         | 0          | 0          |                 | 4               | 0               |                    | 0                  | 0                  |             | 0           | 0           | 4      | 0      |        |
| 2022-2023                | Schalke 04               | BL                       | 9          | 1          | CG              | 0               | 0               | -                  | -                  | -                  | -           | -           | -           | 9      | 1      |        |
| 2023-2024                | Magonza                  | BL                       | 33         | 3          | CG              | 2               | 0               | -                  | -                  | -                  | -           | -           | -           | 35     | 3      |        |
| Totale carriera          | Totale carriera          | Totale carriera          | 124        | 5          |                 | 12              | 1               |                    | 0                  | 0                  |             | 0           | 0           | 136    | 6      |        |

## Palmarès

### Club

#### Competizioni nazionali
- Campionato inglese: 1

Liverpool: 2019-2020